# Brahim El Bahri
Brahim El Bahri (Rabat, 26 maart 1986) is een Marokkaanse voetballer. Hij verruilde in 2019 Chabab Rif Al Hoceima voor Khemis Zemamra. Zijn positie is aanvallende middenvelder. Hij debuteerde in 2008 in het Marokkaans voetbalelftal.